# Ntori
Ntori is een bestuurslaag in het regentschap Bima van de provincie West-Nusa Tenggara, Indonesië. Ntori telt 2031 inwoners (volkstelling 2010).